# Резолюция 81 на Съвета за сигурност на ООН
Резолюция 81 на Съвета за сигурност на ООН е приета на 24 март 1950 г. След като обсъжда комюникето на генералния секретар на ООН до Съвета за сигурност от 13 май 1949 г., с резолюция 81 Съветът за сигурност взема предвид Резолюция 268 B III на Общото събрание на ООН от 29 април 1949 и решава при подходящи случаи да се ръководи от принципите, съдържащи се в нея.
Резолюция 81 е приета с мнозинство от 10 гласа „за“, като съветският представител не участва в заседанието.